# Максутов, Дмитрий Петрович
Князь Дми́трий Петро́вич Максу́тов (1832, Пермь — 1889, Санкт-Петербург) — русский военно-морской и государственный деятель, контр-адмирал (1882), участник Крымской войны, последний главный правитель Российско-Американской компании (1863–1867).
Дмитрий Петрович Максутов — один из наиболее известных представителей рода Максутовых. Братья — Александр, Павел и Дмитрий — принимали участие в Крымской войне. Павел воевал на Чёрном море и в Синопском сражении находился на линейном корабле «Париж»: был флаг-офицером у контр-адмирала Новосильского. Александр и Дмитрий обороняли Петропавловск. Дмитрий командовал легендарной батареей № 2, и вместе с Александром, командовавшим батареей № 3, отличился в бою с англо-французской эскадрой. После этого сражения оба брата были представлены к ордену Святого Георгия 4-й степени (Александр в сражении получил смертельное ранение, и награда была вручена его семье).

## Биография
Происходил из княжеского рода Максутовых. Родился 10 (22) мая 1832 года в Перми в семье управляющего Пермской удельной конторы коллежского асессора князя П. И. Максутова. Крещён (согласно церковной метрике) 13 мая 1832 года.
В возрасте 11 лет, 20 марта 1843 года, поступил в Морской кадетский корпус, по окончании которого в 1847 году стал гардемарином. Окончил Морской корпус с производством 1 июня 1849 года в мичманы. В 1849–1851 годах на корабле «Варна», фрегатах «Кагул» и «Мидия» крейсировал у абхазских берегов.
28 марта 1851 года был произведён в лейтенанты с назначением в 46-й Амурский экипаж и выехал через Сибирь на Дальний Восток. Ходил в Тихом океане, Охотском, Японском и Китайском морях.
В середине июня 1854 года прибыл в Петропавловск с целью участия в обороне Петропавловска. Командовал батареей № 2, отличился в бою с англо-французской эскадрой. За боевые отличия награждён 28 декабря 1854 года орденом Святого Георгия 4-й степени:

«Командуя батареей № 2, из 11 орудий при 127 нижних чинах, подавал пример неустрашимости, в течение 8 часов, в бою 20 Августа 1854 г., при отражении нападения на Петропавловский порт Англо-Французской эскадры, состоявшей из 3 фрегатов с 156 пушками и парохода, вооруженного бомбическими орудиями, причём меткими выстрелами нанёс неприятельским судам значительные повреждения».

### 1859—1869 годы
В 1859 году поступил на службу в Российско-американскую компанию и отправляется на Аляску. Там он сначала был помощником главного правителя РАК. 1 января 1862 года его произвели в капитаны 2-го ранга.
В начале 1863 года был вызван в Петербург по служебным делам. 2 декабря 1863 года он получил назначение на пост главного правителя Русской Америки; 26 мая 1864 года прибыл в Новоархангельск и вступил в должность. Утверждение в должности состоялось только 1 января 1866 года, вместе с производством в капитаны 1-го ранга.
Весть о продаже Аляски дошла туда лишь в мае 1867 года. Для обитателей Русской Америки новость была и горькой, и неожиданной. По словам очевидцев, губернатор колонии Дмитрий Петрович Максутов, узнав о принятом решении, «пришёл в бешенство». Это было объяснимо, ведь он лишался незаменимого источника доходов. В Российско-американской компании чиновники крали всё, что можно, обирая рабочих и сотрудников, не выплачивая им зарплаты и долги за много лет. Известно письмо, подписанное 110 сотрудниками компании, брошенными на Аляске, после её продажи. Вот, что они сообщали о князе Максутове:

«Максутов постоянно действовал в ущерб компании, не принося никакой пользы ей; страна при нём была в печальном, мрачном положении. Его цель была — постоянно преследовать действительно честных людей, которые вынуждены были терпеливо сносить все обиды, делаемые им. Его татарский характер постоянно был направлен к любостяжанию, и он в течение пяти лет набил более сорока сундуков драгоценными пушными товарами, которые и отправил в Россию. При передачи колонии американцам, он первый сделался компаньоном Гутчинсонской компании. В последнее время своего пребывания в колониях, он не управлял ими, но грабил колонии и служащих!»— Огородников П. От Нью-Йорка до Сан-Франциско и обратно в Россию. — СПб.: Издание книгопродавцев Ф. Колесова и Ф. Михина, 1872. — С. 205.

«С управляющих делами Максутов брал взятки разными предметами, а американцев дарил бобрами, предоставляя им выбирать лучших из всей партии в магазинах компании. Некоторых американцев дарил домами, мебелью и посудою, принадлежавшими компании. Адвокату Вуду он платил по 200 долларов в месяц за то только, чтобы тот присутствовал в его кабинете во время расчетов со служащими, а также давал ему ещё по 10 долларов за написание ложных бумаг о нарушении контрактов и пр.»— Огородников П. От Нью-Йорка до Сан-Франциско и обратно в Россию. — СПб.: Издание книгопродавцев Ф. Колесова и Ф. Михина, 1872. — С. 208.
Напоследок князь Максутов наградил себя на подорожную в размере 8000 долларов, не рассчитав ни служащих компании, ни алеутов, а последним не вернул и кредиты, которые брала у них компания в виде колониальных марок, которых числилось к 1 июля 1867 года на сумму 32 360 рублей.
В соответствии с Договором между Россией и США 6 (18) октября 1867 года состоялась церемония спуска российского и подъёма американского флагов. Официальный протокол о передаче Русской Америки был подписан 14 октября 1867 года.
Максутов оставался на Аляске ещё год, исполняя обязанности русского консула в Ситке (бывший Ново-Архангельск) и, занимаясь организацией отправки в Россию соотечественников, решал спорные вопросы, связанные с неоднозначной трактовкой договора. В 1869 году он сдал консульские обязанности Фёдору Коскулю и вернулся на родину.
После возвращения на Родину 30 апреля 1869 года служил на коммерческих судах. 30 августа 1877 года был награждён орденом Святой Анны 2-й степени. 15 июня 1879 года был назначен временным членом военно-морского суда Санкт-Петербургского порта. 17 мая 1882 года произведён в контр-адмиралы с увольнением от службы.
Умер в Санкт-Петербурге в 1889 году, похоронен на Новодевичьем кладбище; могила утрачена. Именем Максутова названы улицы в городах Ситка (США) и Петропавловск-Камчатский.

## Награды
- Орден Святого Владимира 4-й степени с бантом за отличие в Крымской войне (1854)
- Орден Святого Георгия 4-й степени за отличие при обороне Петропавловска (28.12.1854)
- Святого Станислава 2-й степени (1857)
- Орден Святой Анны 2-й степени (30.08.1877)

## Семья
Был женат на Марии Владимировне Александрович. Их дочери:
- Анна (1860—1887), в замужестве Несслер[2]
- Елена (1861—1881), в замужестве Ягн[3].

Внук Дмитрия Петровича — Дмитрий Дмитриевич Максутов — известный советский учёный, оптик, изобрёл оптическую систему, которая в настоящее время широко используется в телескопостроении.
Правнучка — Максутова Татьяна Дмитриевна работала преподавателем в Ленинградском Государственном университете. Похоронена в Санкт-Петербурге.
Правнуком Дмитрия Максутова был епископ Даниил (Александров), иконописец, полиглот, знаток русского старообрядчества.
Праправнук Дмитрий Алексеевич Максутов управляет дизайн-студией в Москве.